# Satelita geofizyczny
Satelity geofizyczne śledzą warunki na Ziemi. Krążąc po orbicie prawie biegunowej, regularnie obserwują powierzchnię Ziemi, dostarczając danych kartografom, geologom oraz poszukiwaczom surowców mineralnych w tym złóż ropy naftowej. Pokazują rodzaje i stan użytków rolnych, pozwalają rozpoznać obszary zagrożone przez szkodniki, na przykład szarańczę. Wykrywają wycieki ropy, pożary lasów, dewastację dżungli tropikalnej oraz zanieczyszczenia atmosfery i mórz.